# Nationaal park Kintrisji
Het nationaal park Kintrisji (Georgisch: კინტრიშის ეროვნული პარკი, Kintrisjis erovnoeli parki) is een nationaal park in het westen van Georgië, in de gemeente Koboeleti van de autonome republiek Adzjarië. Het park ligt rond de kloof van de Kintrisji in het westelijke deel van het Meschetigebergte en werd opgericht in 2007.
Naast het nationale park is ook het strikt natuurreservaat Kintrisji onderdeel van de beschermde gebieden in de kloof. Dit natuurreservaat werd opgericht in 1959.
De beschermde gebieden van de Kintrisji werden opgericht om de unieke flora en fauna en de beroemde Colchische wilgenbomen te behouden. Archeologische opgravingen onthulden voorchristelijke monumenten in deze gebieden.
Nationaal park Algeti ·
Nationaal park Bordzjomi-Charagaoeli ·
Nationaal park Dzjavacheti ·
Nationaal park Eroesjeti ·
Nationaal park Kazbegi ·
Nationaal park Kintrisji ·
Nationaal park Kolcheti ·
Nationaal park Matsjachela ·
Nationaal park Mtirala · Nationaal park Psjavi-Chevsoeretië ·
Nationaal park Tbilisi ·
Nationaal park Toesjeti ·
Nationaal park Vasjlovani